# آنتونیو گارسیا (بازیکن فوتبال)
آنتونیو گارسیا (اسپانیایی: Antonio García‎؛ زادهٔ ۵ ژوئیهٔ ۱۹۴۰) بازیکن فوتبال اهل گواتمالا بود.
از باشگاه‌هایی که در آن بازی کرده است می‌توان به باشگاه فوتبال مونیسیپال اشاره کرد.
وی همچنین در تیم ملی فوتبال گواتمالا بازی کرده است.